# Édouard Lair de Beauvais
Pour les articles homonymes, voir Lair (homonymie).
Louis-Jacques-Germain-Édouard Lair de Beauvais, né à Évrecy en 1790 et mort à Bayeux le 25 juin 1851, est un architecte français.

## Biographie
Il s’appliqua, de bonne heure, à l’étude des mathématiques et du dessin, et entra, dans les bureaux de l’Ingénieur en chef du département, en qualité de conducteur et de dessinateur. En 1816, il fut nommé commissaire-voyer de l’arrondissement de Bayeux et remplit cette fonction jusqu’en 1834.
Nommé, en 1820, architecte de la ville de Bayeux, il publia, en 1822, une carte de l’arrondissement, divisé en six cantons, indiquant les routes royales et départementales et les chemins vicinaux, alors classés. Cette carte, en deux feuilles in-folio, gravée par Dumortier, à Paris, fut dédiée au sous-préfet de Bayeux, Genas-Duhomme.
En 1823, Lair de Beauvais exécuta la reconstruction complète de l’Hôtel-Dieu de Bayeux. Le mardi 20 mai 1823, la pose de la première pierre s’effectua en grande solennité. En 1830, il construisit la Halle aux Grains, d’un aménagement et d’une décoration si bien en rapport avec la destination de l’édifice.
Lair de Beauvais exécuta également les travaux d’appropriation de l’ancien hôtel de ville pour y établir la bibliothèque, installée en 1835, et la Galerie-Mathilde (1842) où se trouvait le meuble vitré, exécuté par le menuisier à Bayeux, Renouf, et aux garnitures de fer et de cuivre posées par les frères Bouchard, qui renferme la tapisserie de la Reine Mathilde, inaugurée en grande pompe le dimanche 1er mai 1842.
On doit encore à Lair de Beauvais une chapelle construite dans le style gréco-romain à l’Hôtel-Dieu de Bayeux. La première pierre fut posée solennellement par Mgr Robin, le 16 avril 1850. L’habile aménagement et le savant agencement de l’ornementation architecturale de cette charmante chapelle donnent la mesure du talent de Lair de Beauvais.
L’architecte était doublé d’un érudit archéologue et antiquaire. Il était membre de la Société linnéenne de Normandie, et de l’Association normande, et trésorier de la Société d'Agriculture, Sciences, Arts et Belles-Lettres de Bayeux. Ce lui fut une grande joie, lors de la construction de la Halle, de découvrir l’aqueduc romain, qui venait de Mondaye à Bayeux, par Cremel.
Vers 1844, obsédé, par certaines exigences de l’administration, Lair de Beauvais avait donné sa démission, mais il n’avait pas, pour autant, abandonné ses chères études, et, en 1847, il publia une série de tableaux intitulés : Tareur général ou Tables d’après le système métrique pour le cubage des bois ronds et en grume, Bayeux, L. Nicolle, 1847, in-4°.
Lair de Beauvais s’occupa également toute sa vie de la solution du problème social, en faveur des humbles et des souffrants. Il se montra toujours dévoué aux ouvriers, et bienveillant pour tous ceux qui l’approchaient. L’aménité de son caractère lui avait conquis les sympathies unanimes des Bayeusains. À sa mort, on lui fit, le 27 juin 1851, à la cathédrale Notre-Dame de Bayeux de magnifiques funérailles avant de porter son corps à Ver-sur-Mer, pour y être inhumé. Il laissait un fils, le musicien Alfred Lair de Beauvais.

## Sources
- Mémoires de la Société des sciences, arts et Belles-Lettres de Bayeux, Bayeux, Barbaroux, 1901, p. 42-4.